# Förtroende – en mekanism för reduktion av social komplexitet
Förtroende - en mekanism för reduktion av social komplexitet (tysk originaltitel: Vertrauen – ein Mechanismus der Reduktion sozialer Komplexität) är en bok av den tyske sociologen Niklas Luhmann. Boken medförde en nytändning av den akademiska diskussionen om förtroendebegreppet och gavs ut första gången 1968 (och i svensk översättning 2005 genom Bokförlaget Daidalos). En grundtes är att förtroende kan bygga på rationella val, men att förtroende i vidaste bemärkelse är "tilltro till de egna förväntningarna". Liksom i Luhmanns allmänna systemteori så är "komplexitetsreduktion" ett centralt begrepp. 

## Ur innehållet
- I det första kapitlet inleder författaren med att konstatera att förtroende, i dess vidaste bemärkelse som "tilltro till de egna förväntningarna är ett grundelement i socialt liv." Om en människa inte har något förtroende över huvud taget, då skulle hon inte kunna stiga upp ur sängen på morgonen, på grund av "obestämd ångest och förlamande skräck".
- I det sjätte kapitlet, om personligt förtroende, beskriver han förtroende som: "Den generaliserade förväntningen att den andre kommer att hantera sin frihet, sin skrämmande potential av handlingsmöjligheter, i enlighet med sin personlighet - eller närmare bestämt i enlighet med den personlighet han presenterat som sin och gjort socialt synlig."